# رنو سفقان

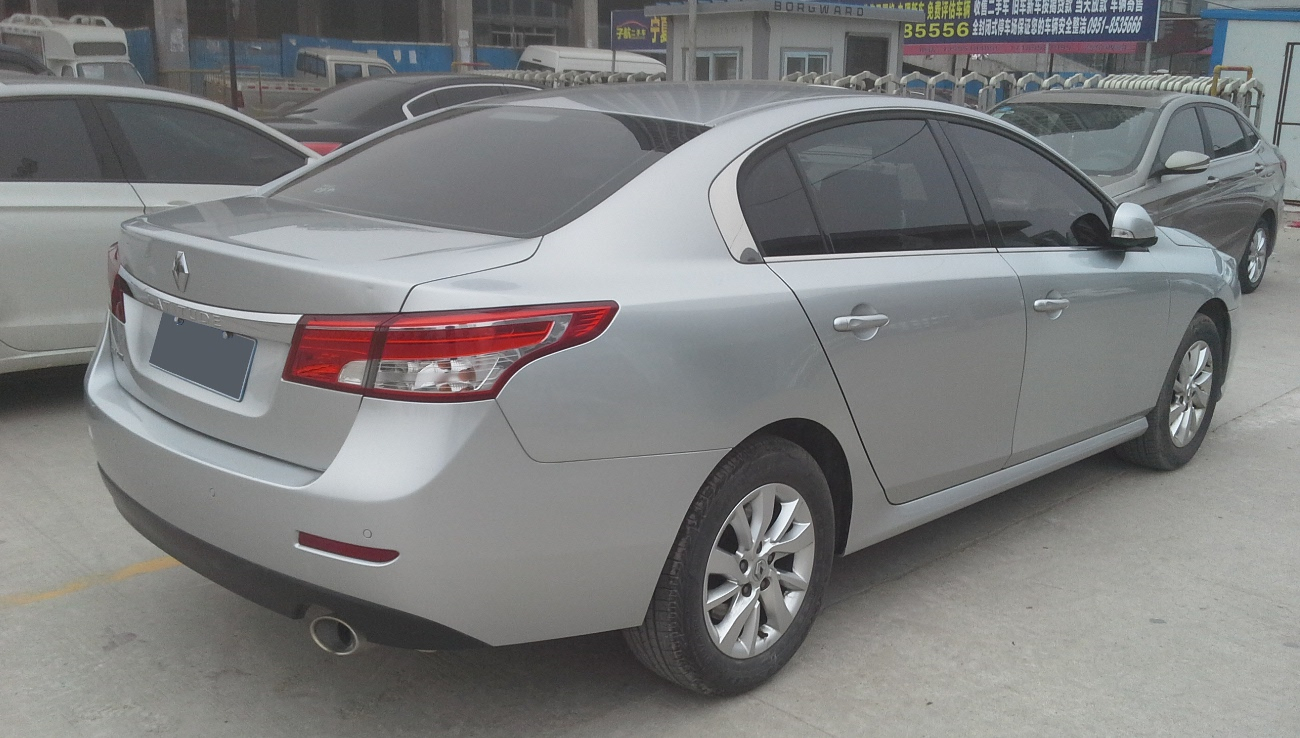
نمای عقب رنو سفران نسل سوم

رنو سفقان (Renault Safrane) خودرویی است که در سال‌های ۱۹۹۲ تا ۲۰۱۹ تولید شده‌است. طراحی آن موتور جلو، خودرو محور جلو، خودرو چهار چرخ محرک بوده است. 